# Fritz Brügel

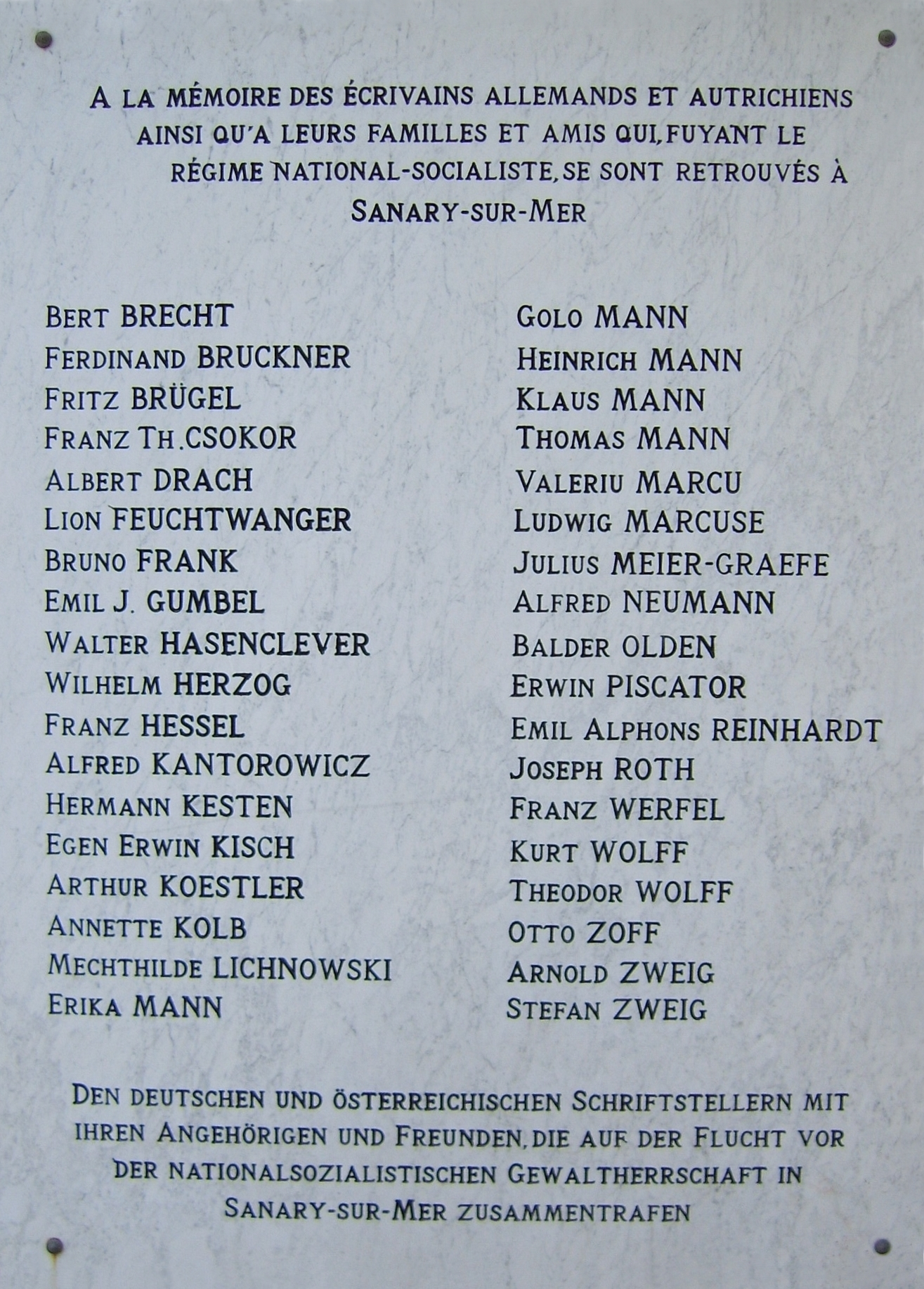
Tablica poświęcona niemieckim i austriackim uchodźcom w Sanary-sur-Mer, na której został wymieniony Fritz Brügel

Fritz Brügel (ur. 13 lutego 1897 w Wiedniu, zm. 4 lipca 1955 w Londynie) – austriacki oraz czechosłowacki bibliotekarz, dyplomata i pisarz, znany również pod pseudonimami: Bedrich Dubsky, Dr. Dubsky, Wenzel Sladek.

## Życie
Fritz Brügel pochodził z rodziny żydowskiej. Jego ojcem był Ludwig Brügel, historyk i dziennikarz. Wychowywał się w Pradze. Studiował historię na Uniwersytecie Wiedeńskim. W roku 1921 doktoryzował się z filozofii na podstawie dysertacji o historii Niemców w Czechach. Następnie stał na czele Biblioteki Nauk Społecznych Wiedeńskiej Izby Robotników i Pracowników Umysłowych (Sozialwissenschaftliche Bibliothek der Kammer für Arbeiter und Angestellte für Wien). Pracował również jako dziennikarz, biorąc udział w oświatowej działalności socjaldemokracji.
W roku 1933 należał do grupy założycieli Związku Pisarzy Socjalistycznych. Przystąpił do Komunistycznej Partii Austrii i wziął udział w powstaniu lutowym w roku 1934. Po klęsce zbiegł do Czechosłowacji. Rok później odebrano mu obywatelstwo austriackie, więc przyjął czechosłowackie. Pracował w czechosłowackim Ministerstwie Spraw Zagranicznych oraz pisywał artykuły do różnych czasopism. W roku 1936 odbył podróż do ZSRR. Po podpisaniu układu monachijskiego wyemigrował do Francji. Początkowo zamieszkał w Paryżu, a następnie przeniósł się do południowej części kraju. W roku 1941, przez Hiszpanię i Portugalię, uciekł do Wielkiej Brytanii, gdzie, aż do roku 1945, działał w czechosłowackim rządzie emigracyjnym.
Po zakończeniu II wojny światowej wrócił do Pragi. Podjął pracę w czechosłowackiej dyplomacji: od roku 1946 był zastępcą szefa, a od 1949 szefem czechosłowackiej misji wojskowej w Berlinie. W 1950 r. porzucił służbę dyplomatyczną w proteście przeciwko wewnętrznej sytuacji w Republice Czechosłowackiej. Ponownie wyemigrował, tym razem przez RFN i Szwajcarię, do Londynu, gdzie mieszkał do swej śmierci.
Fritz Brügel, obok artykułów prasowych, pisywał również utwory narracyjne oraz wiersze. Jednym z jego najbardziej znanych dzieł jest tekst pieśni socjalistycznej pt. Die Arbeiter von Wien. Tłumaczył także z greki klasycznej.

## Dzieła
- 1921 r.[1] – Beiträge zur Geschichte der Deutschen in Böhmen[2]
- 1923 r. – Zueignung
- 1929 r. – Aus den Anfängen der deutschen sozialistischen Presse
- 1931 r. – Führung und Verführung. Antwort an Rudolf Borchardt
- 1931 r. – Klage um Adonis. Gedichte
- 1931 r. – Der Weg der Internationale
- 1932 r. – Goethe in lateinischer und griechischer Sprache
- 1932 r. – Die Hauptsache ist...[3]
- 1935 r. – Februar-Ballade
- 1937 r. – Gedichte aus Europa
- 1938 r. – Die Verlagsgeschichte der „Heiligen Familie
- 1940 r. – Die Gedichte des Episthenes
- 1945 r. – Der Chronist unserer Zeit[4]
- 1951 r. – Verschwörer

## Redakcje i opracowania
- Neujahrs-Almanach für Unterthanen und Knechte. Reprint der Ausgabe von Leipzig, Weller, 1850, Wiener Bibliophilentagung, Wien 1928.
- Geschichte des Sozialismus in Erst- und Original-Ausgaben. Ausstellung vom 25. Mai – 5. Juni 1925, Wien 1926 (współpraca: Otto Mänchen-Helfen).
- Der deutsche Sozialismus von Ludwig Gall bis Karl Marx. Das Lesebuch des Sozialismus, Hess & Co., Wien 1931 (współpraca: Benedikt Kautsky).

## Tłumaczenia
- Aischylos: Agamemnon. Freie Nachdichtung, Verl. Oskar Wöhrle, Konstanz 1923.
- Aischylos: Die Rächerinnen. Freie Nachdichtung, Verl. Oskar Wöhrle, Konstanz 1924.
- Aischylos: Die Totenspenderinnen. Freie Nachdichtung, Verl. Oskar Wöhrle, Konstanz 1924.
- Die Perser. Dem Aischylos nachgedichtet, Münster, Wien 1927.